# Thomas George Eyre Powell
Thomas George Eyre Powell (Rufname Terence Powell, 1916 – 8. Juli 1975) war ein britischer Prähistoriker.
Er studierte Mitte der 1930er Jahre an der Universität Cambridge. Seit 1948 lehrte er Prähistorische Archäologie an der Abteilung für Archäologie und Orientalistik der Universität Liverpool, von 1971 bis zu seinem Tode als Professor für Europäische Archäologie. Powell war Mitglied der Society of Antiquaries of London (1948) und des Deutschen Archäologischen Instituts, von 1970 bis 1974 war er Präsident der Prehistoric Society. 
Seine Forschungsinteressen galten insbesondere jungsteinzeitlichen Megalithanlagen und der keltischen Kultur.

## Veröffentlichungen (Auswahl)
- Excavation of a megalithic tomb at Ballynamona Lower, County Waterford. In: Journal of the Royal Society of Antiquaries of Ireland. Series 7, Band 8, Nummer 2, 1938, S. 260–271, JSTOR:25510139.
- mit Stuart Piggott: The excavation of three Neolithic chambered tombs in Galloway, 1949. In: Proceedings of the Society of Antiquaries of Scotland. Band 83, 1951, S. 103–161, doi:10.9750/PSAS.083.103.161.
- The gold ornament from Mold, Flintshire, North Wales. In: Proceedings of the Prehistoric Society. New Series, Band 19, Nummer 2, 1954, S. 161–179, doi:10.1017/S0079497X0001793X.
- The Celts (Ancient Peoples and Places. 6). Thames and Hudson, London 1958.
  - deutsch: Die Kelten. DuMont Schauberg, Köln 1959.
- Prehistoric Art. Thames and Hudson, London 1966.
- mit John X. W. P. Corcoran, Frances Lynch, Jack G. Scott: Megalithic Enquiries in the West of Britain. A Liverpool Symposium. Liverpool University Press, Liverpool 1969, ISBN 0-85323-070-6.
- From Urartu to Gundestrup: the agency of Thracian metal-work. In: John Boardman, M. A. Brown, Thomas George Eyre Powell (Hrsg.): The European community in later prehistory. Studies in honour of C. F. C. Hawkes. Routledge & Kegan Paul, London 1971, ISBN 0-7100-6940-5, S. 181–201.
- The Sintra Collar and the Shannongrove Gorget: aspects of Late Bronze Age goldwork in the west of Europe. In: North Munster Antiquarian Journal. Band 16, 1973/1974, S. 3–33.